# Hypnotizing the Hypnotist
Hypnotizing the Hypnotist è un cortometraggio muto del 1911 diretto da Larry Trimble.

## Produzione
Il film fu prodotto dalla Vitagraph Company of America.

## Distribuzione
Distribuito dalla General Film Company, il film – un cortometraggio di 165 metri – uscì nelle sale cinematografiche USA il 5 dicembre 1911.